# Gőz-légkalapácsok

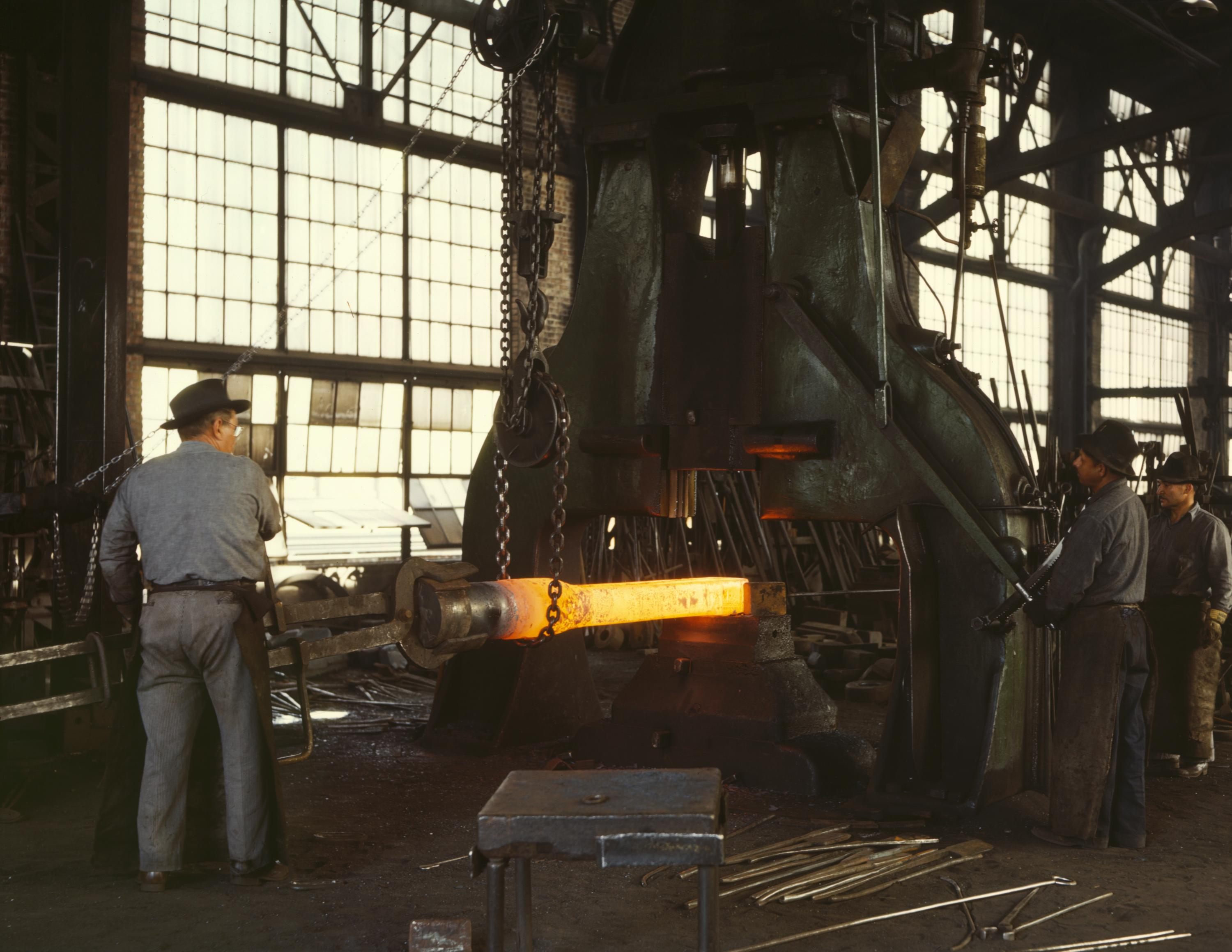
Szabadalakító kovácsolás kétállványos gőz-légkalapácson

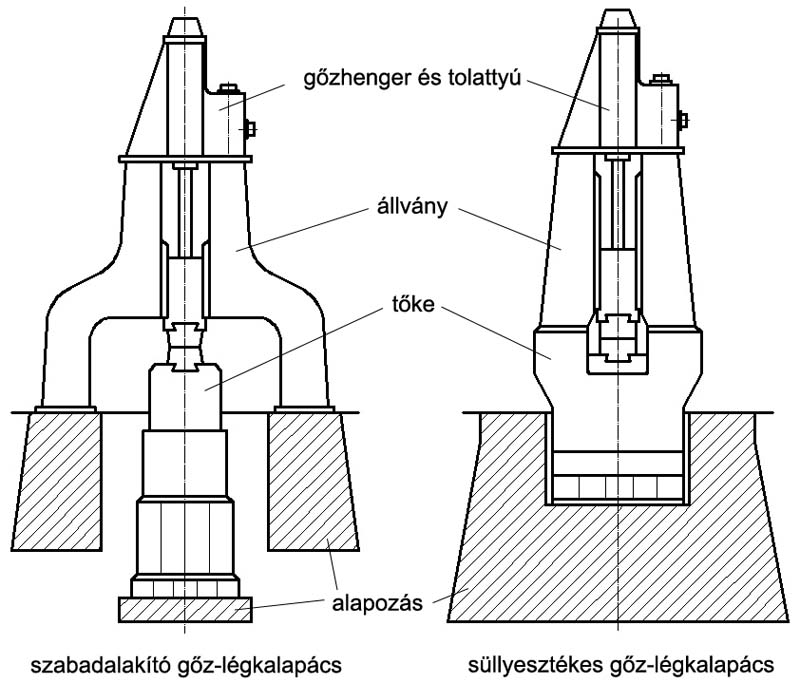
A szabadalakító és a süllyesztékes gőz-légkalapácsok összehasonlítása

A gőz-légkalapácsok a szabadalakító és a süllyesztékes kovácsolásnál is használatos, igen elterjedt képlékenyen alakító berendezések. Közös jellemzőjük a gőzzel vagy sűrített levegővel mozgatott dugattyúhoz kapcsolt medve. Manapság a vízgőz helyett – szinte kizárólagosan – 200–300 °C-ra melegített levegőt használnak, de ettől függetlenül elterjedten gőzkalapácsnak nevezik őket. A gőz vagy a levegő nyomása 60–80 kPa, amelyet ha az alsó hengertérbe vezetnek, akkor felemeli a medvét. A fölső helyzetből a medve szabadon eshet, a nehézségi gyorsulást megközelítő gyorsulással, de amennyiben a felső hengertérbe is vezetnek gőzt vagy levegőt, akkor a medve gyorsulása ennél nagyobb lesz, így nagyobb lesz a kalapáccsal elérhető ütési energia, és nagyobb mértékű alakítást (alakváltozást) lehet elérni. A szabadalakító és a süllyesztékes kovácsolásra alkalmas gőz-légkalapácsok működési elve lényegében azonos, kivitelüket tekintve azonban jelentős különbségek vannak: a szabadalakító kalapácsok állványa és tőkéje külön darab és külön van alapozva, a süllyesztékes gőz-légkalapácsok állványa és tőkéje egy egység, ezért csak egy alapot kell építeni. Meg kell még említeni, hogy ez utóbbi kalapácsok medvéjének vezető elemei is sokkal precízebbek, mert a medvét és a rászerelt süllyesztékszerszámot pontosabban kell vezetni.
A szabadalakító kalapácsok fő típusai:
- egyállványos,
- kétállványos,
- hídállványos kalapács.

A süllyesztékes kalapácsok fő típusai:
- ejtő-,
- hosszúlöketű,
- rövidlöketű,
- ellenütős (kétmedvés) kalapács.

## A gőz-légkalapácsok üzemtana

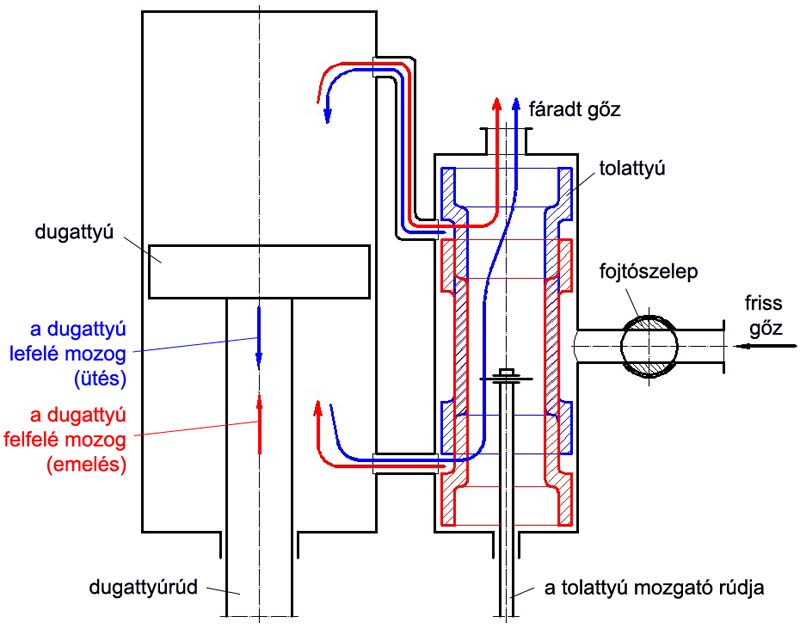
A tolattyús vezérlés elve

A gőz-légkalapácsok gőzzel vagy sűrített levegővel működnek. A működtető közegnek a munkahengerbe és onnan elvezetését általában tolattyús (néha szelepes) vezérléssel valósítják meg. A tolattyú egy külön hengerben mozgó üreges, csőszerű elem, amely helyzetétől függően zárja vagy nyitja a munkahenger be-kivezető nyílásait, szabályozza az alsó és a felső térrész töltöttségi állapotát. Amikor a tolattyú mindkét nyílást zárja, akkor a medve egy helyben áll.
Ha a medvét emelni akarják, akkor a tolattyút alsó helyzetbe állítják, ezzel a beáramló friss gőz (levegő) a tolattyú középső, szűkebb része és a tolattyúház között az alsó beömlő nyíláshoz és azon keresztül a munkahenger alsó térfelébe jut. Itt – miközben expandál – felfelé emeli a dugattyút és a hozzá kapcsolt medvét, ugyanakkor a fölső térrészben lévő fáradt gőz szabadon távozhat a felső kiömlő nyílás, majd a tolattyú csőszerű, üreges részén a kipufogó nyílás felé. Ütéskor a tolattyút felső állásba tolják, amivel szabaddá válik a beömlő friss gőz útja a felső térrész irányában, és a felső térrészbe jutott gőz expandálva lefelé tolja a dugattyút. Az alsó térrész gőztartalma a tolattyú belső részén át tud távozni.
A munkahengerben uralkodó nyomásállapotokat az elméleti indikátordiagram (nyomás–út diagram) segítségével lehet szemléltetni, amelyben az alsó és a felső térrész nyomásviszonyait ábrázolják a löket mindenkori helyzetében. Emeléskor a dugattyú alá friss gőzt vezetnek úgy, hogy a beömlés már az előző ciklus végén elkezdődik (előbeömlés, 4-es pont). A dugattyú emelkedése közben a fölső térrész gőztartalmának kismértékű sűrítése megy végbe (3 – 4), miközben az 1 pontban elzárják a gőz beömlését, és a 2 pontig megtörténik a gőz expanziója. Itt megnyílik a felső tér kiömlő nyílása és előkiömlés történik, a felső tér nyílása a 3 pontig van nyitva. Ütéskor, amikor a dugattyú lefelé halad, a felső térrészbe vezetik a friss gőzt, aminek a beömlését az 1 pontban zárják, a gőz expandál a 2 pontig, itt előkiömlés kezdődik és a löket végén a medve „beüt”. Az alsó hengerfélben ezalatt a visszamaradt gőz sűrítése (3 – 4) után megkezdődik az előbeömlés, azaz a felkészülés a következő emelési ciklusra.

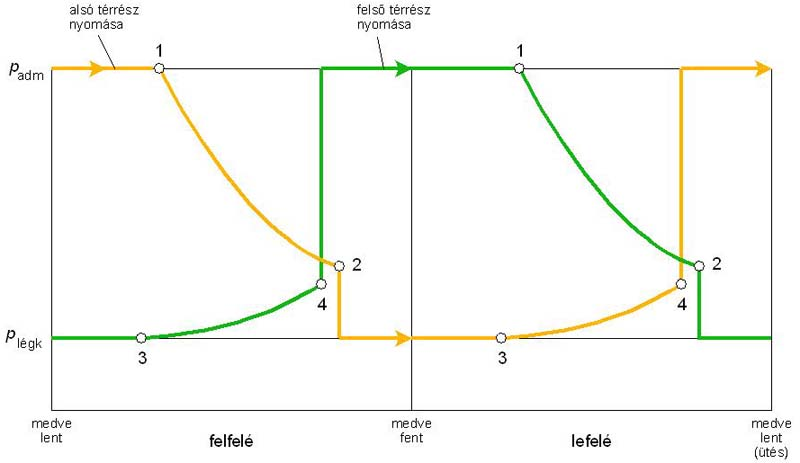
Indikátordiagram

Az indikátordiagram jellemző szakaszai:
- 1 – 2 expanzió,
- 2 – 3 kiömlés,
- 3 – 4 a visszamaradt gőz sűrítése,
- 4 – 1 beömlés.

A gépi kalapácsok ütési energiája a
{\displaystyle W=m\cdot {\frac {v^{2}}{2}}}
összefüggés alapján számolható. A képletben m a medve tömege, v pedig a beütési sebessége. Utóbbi nagysága a lefelé haladó medve gyorsulásától (ale) és a lökethossztól (H) függ:
{\displaystyle v={\sqrt {2\cdot a_{le}\cdot H}}} .
A lefelé haladó medve gyorsulása a következő egyenlőségből fejezhető ki:
{\displaystyle F_{le}=p_{kf}\cdot A_{f}-p_{ka}\cdot A_{a}=m\cdot a_{le}-m\cdot g+0,1\cdot m\cdot g} ,
ahol A a dugattyúfelület, p a levegő nyomása, az indexben szereplő a az alsó, f a felső térrészt jelöli, a k közepes értékre utal. A közepes nyomásértékeket az indikátordiagramból lehet meghatározni. A 0,1-es szorzótényezővel a 10%-osnak feltételezett súrlódó erőket vesszük figyelembe.
A gyorsulás:
{\displaystyle a_{le}=0,9\cdot g+{\frac {p_{kf}\cdot A_{f}-p_{ka}\cdot A_{a}}{m}}} .
Ugyanez emeléskor (erre a dugattyúrúd szilárdsági méretezéséhez lehet szükség):
{\displaystyle F_{fel}=p_{ka}\cdot A_{a}-p_{kf}\cdot A_{f}=m\cdot g+0,1\cdot m\cdot g-m\cdot a_{fel}} ,
{\displaystyle a_{fel}={\frac {p_{ka}\cdot A_{a}-p_{kf}\cdot A_{f}}{m}}-1,1\cdot g} .

## Szabadalakító gőz-légkalapácsok

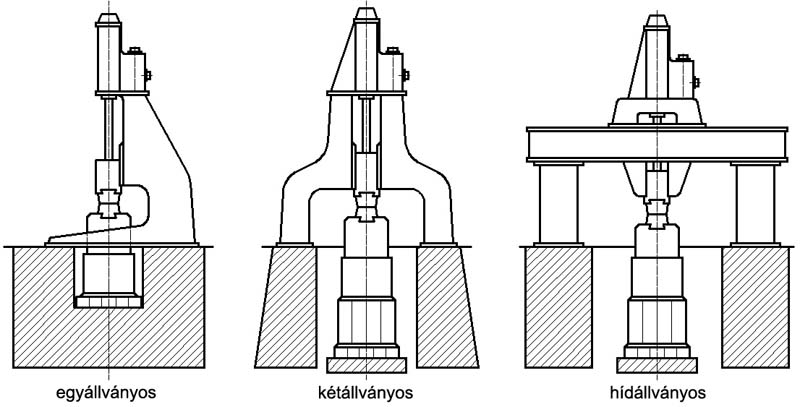
Szabadalakító gőz-légkalapácsok

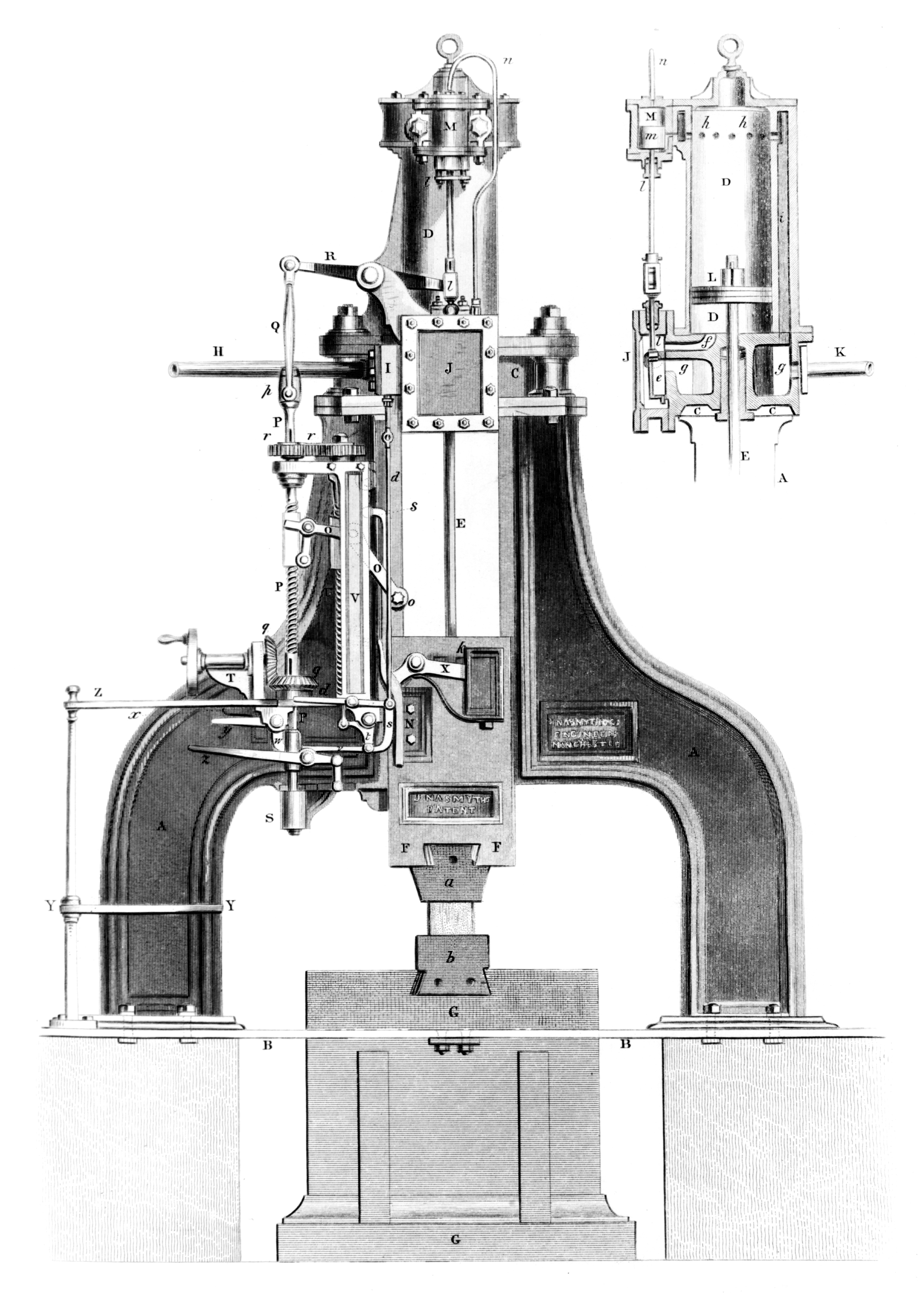
A Nasmyth-féle gőzkalapács rajza

### Egyállványos kalapács
Az egyállványos kalapács onnan kapta a nevét, hogy az emelőművet egyetlen, ívelt kialakítású öntött állvány tartja. Az állvány széles hozzáférést enged a tőke körül, ezért a kovácsok kényelmesen hozzáférhetnek a kovácsdarabhoz. Ugyanakkor az előrenyúló kalapácsállvány kedvezőtlen hajlító igénybevételt kap, mégpedig nemcsak ütéskor, hanem üres terheléskor is. Ezért az ilyen típusú kalapácsok legnagyobb medvetömege nem lehet több 3000 kilogrammnál, az ütési energiája is legfeljebb 80 kJ. A kalapács tőkéje külön van alapozva. A tőke tömege a medve tömegének 10–25-szöröse. A medvére és a tőkére a szerszámokat általában 45°-ban elfordítva szerelik fel, hogy a hosszú darabokat minden irányban akadálytalanul lehessen alakítani.

### Kétállványos kalapács
Minthogy az egyállványos gőz-légkalapács medvetömege a kalapács kialakítása miatt korlátozott, emiatt az általa biztosított ütési energia is relatíve kicsi. Ugyanakkor az ipar megkívánta a nagyobb tömegű kovácsdarabok gyártását, ezért szükségessé vált olyan kalapácskonstrukció megalkotása, amely biztosítani tudja az ehhez szükséges nagyobb ütési energiát, illetve medvetömeget. Ezt a kalapácsot James Nasmyth (1808–1890) skót mérnök alkotta meg az 1840-es években (a jegyzetfüzetébe készített első vázlata is fennmaradt). A kalapács állványszerkezetét úgy erősítette meg, hogy gyakorlatilag két egyállványos kalapács állványát állította szembe egymással. Az állványfeleket vonórudakkal erősítette össze, a felső hidat – rajta az emelő szerkezettel – pedig zsugorgyűrűkkel erősítette a szerkezethez. Így a kalapács medvetömege jelentősen növelhető lett, és ezzel arányban az ütési energia is nagyobb lett. A klasszikus Nasmyth-féle kalapács ejtőkalapácsként működött, a későbbi konstrukcióknál már felső gőzt is alkalmaztak (ezeket kettős működésűnek nevezik). A kalapács lábainak terpesztésével a kovácsok számára elegendő helyet lehet biztosítani a munkavégzéshez. A kétállványos gőz-légkalapácsok medvéjének tömege 2000 kilogrammtól 15 000 kilogrammig terjedhettek, bár készültek kalapácsok ennél nagyobb medvetömeggel is, de ezek hamar kiszorultak a használatból; szerepüket a hidraulikus kovácssajtók vették át.

### Hídállványos kalapács
A kétállványos kalapácsok által a kovácsok számára biztosított hely – elsősorban nagyobb méretű darabok kovácsolásakor – viszonylag szűkös, bármennyire is igyekeztek a lábak terpesztését megnövelni. Ez az igény hívta életre a hídállványos gőz-légkalapácsokat. Az emelő szerkezetet egy erős, acéllemezekből szegecselt tartószerkezetre építették, az egészet pedig öntöttvas vagy szintén szegecselt acéllemez oszlopokra állították. Ezzel a megoldással a kovácsok minden oldalról hozzá tudtak férni a kovácsdarabhoz. A medve vezetését a hídról mélyen lenyúló vezetékekkel oldották meg. Az ilyen kalapácsok medvetömege a kétállványos típusokéhoz hasonló.

## Süllyesztékes gőz-légkalapácsok

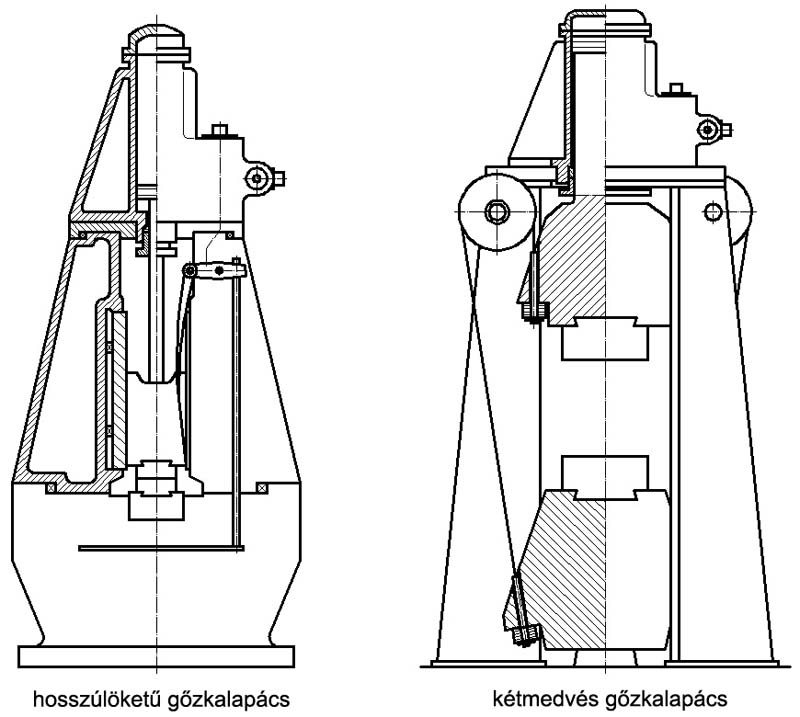
Süllyesztékes gőz-légkalapácsok

A süllyesztékes gőz-légkalapácsok működtető mechanizmusa gyakorlatilag a szabadalakító kalapácsokéval azonos. A fő különbség az állvány–tőke kapcsolatban és azok alapozásában van.

### Gőz-ejtőkalapács
A süllyesztékes gőzkalapácsok történelmileg első típusa az ejtőkalapács volt, ami azonban hamar kiszorult a kovácsüzemekből. Karcsú magas építésű kalapács, aminek jellegzetessége vékony dugattyúrúdja volt. Azért vékony, mert csak a medve emelése terhelte, ezért a beütéskor jelentkező dinamikus igénybevételtől védeni kellett: a dugattyúrúd olajfék közbeiktatásával kapcsolódott a medvéhez. Állványa is könnyű, gyakran rácsos kivitelű.

### Hosszúlöketű gőzkalapács
A hosszúlöketű gőz-légkalapácsok igen elterjedt típusok voltak, kiválóan alkalmasak ugyanis a többüreges kovácsoláshoz, amikor egy süllyesztékszerszámban több üreg található. Ezek a kalapácsok kettős működésűek, medvetömegük 500–25 000 kilogramm között van. Az állvány üreges öntvény, a tőkéhez vonórudakkal és rugókkal van erősítve. A tőke tömege a medvéének 20–25-szöröse. A kalapácsot rendszerint lábpedállal, a gázbeömlő csapot karral működtetik. Ezeknél a kalapácsoknál számítani kell a dugattyúrúd esetenkénti törésére, ami a beütések dinamikus erőhatásai miatt (például excentrikus ütéskor) következhet be. Ilyenkor a dugattyú – megszabadulva a medvétől – hatalmas sebességgel emelkedik a hengerben, és külön védelem nélkül átütné a hengerfejet. A hengerfejet ezért különböző megoldásokkal védik. Számos módszert dolgoztak ki erre: csavarrugós, pneumatikus stb. rendszerű ütközőfejet alkalmaznak.

### Rövidlöketű gőzkalapács
A rövidlöketű kalapácsok alacsony, zömök építésű gépek. Nagyobb ütésszámmal dolgoznak, mint az előbbi típusok (90–120 1/min). A dugattyú–dugattyúrúd–medve egy egység, általában kovácsolják. A kalapácsállvány szintén egy darabból készült üreges öntvény. Ezeknél a kalapácsoknál a dugattyú alatti térrészt nem vezérlik, itt közel állandó 15 kPa nyomás hat, ami a medve gyors emelését, illetve felső helyzetben tartását teszi lehetővé. Ütéskor az alsó térrész levegője az állványban kiképezett üregbe áramlik, és ott komprimálódik. A működtetéshez szükséges sűrített levegőt (~80 kPa) külön légkompresszor szolgáltatja. A beütési sebesség 6 m/s körül van (a hosszúlöketű kalapácsoknál ennél nagyobb). Az első rövidlöketű kalapácsok szerkezete még a hosszúlöketű kalapácsokét követte, a legújabbak azonban már egyenszilárdságú, egyetlen öntvényből álló zárt kerettel készülnek. Vezérlésük olajhidraulikus elven működtetett szelepekkel történik.

### Kétmedvés gőzkalapács
A nagyméretű kovácsdarabok iránti igény egyre nagyobb ütési energiájú kalapácsok tervezését és építését kívánta meg. A hagyományos kalapácsokkal egy bizonyos méret fölött már nem lehetett ezt biztosítani, mert akkora talajrezgést okoztak, ami az üzemcsarnok, de a távolabbi épületek biztonságát is veszélyeztette. Ilyen körülmények hatására született meg 1936-ban a Bêché cég kétmedvés (vagy más szóval ellenütős) kalapácsa. A kétmedvés kalapácsnál a tőke helyett egy alsó, mozgó medvét helyeztek el, amit két oldalon – az állványzaton elhelyezett görgőn átvezetett – acélhevederrel a felső medvéhez kapcsoltak. Amikor a dugattyú lefelé mozdult, a heveder azonos sebességgel fölfelé mozgatta az alsó medvét. Ütéskor a nagy dinamikus igénybevétel gyakorlatilag elmarad, mert az ütköző tömegek közel teljes mozgási energiája a kovácsdarab képlékeny alakítására fordítódik. A megoldás szükségtelenné teszi a nagy alapozást, hiszen az alapnak csak a gép tömegét kell tartania; azonos ütési energiájú kalapácsokat tekintve az alapozás térfogata csak mintegy 20%-a a kétállványosénak. Az állvány kivitele eltér a kétállványos kalapácsokétól: minthogy két szemben lévő oldalról a kovácsoknak, a másik két oldalon pedig a hevedernek kell helyet biztosítani, a kalapács négy „sarkán” helyezik el az állvány hegesztett elemeit, és itt valósítják meg a medve vezetését is. A dugattyú, a dugattyúrúd és a felső medve egy darabból készül. Az alsó medve tömege mintegy 10%-kal nagyobb a felsőétől, hogy a medvék maguktól is szét tudjanak nyílni. A lökethossz viszonylag rövid, ezért a szükséges ütési energia biztosításához nagyobb dugattyúátmérőre van szükség. A hevedert acélszalagokból állítják össze, dinamikus igénybevételüket a rögzítés helyén gumipárnákkal csökkentik. Az ismertetett acélhevederes kétmedvés kalapácson kívül készültek más, például mechanikus karos, hidraulikus stb. elven működő kalapácsok is, sőt a működtetés alapelveit kombináló megoldások is születtek  (például a Diósgyőri Gépgyár DHEK40 típusú kalapácsa). A szakirodalom ehhez a kalapácstípushoz sorolja például a más elven működő Impactort, a Dynapak-kalapácsot és egyéb konstrukciókat, de ezek nem gőz-légkalapácsok, hanem a különleges, nagy sebességgel alakító kalapácsok csoportjába tartoznak.